# The Perry Como Christmas Album
The Perry Como Christmas Album – album studyjny amerykańskiego piosenkarza Perry’ego Como wydany w październiku 1968 roku przez wytwórnię RCA Victor. Jest to piętnasty długogrający album Como wydany w formacie 12-calowej płyty LP, a także czwarty jego album z muzyką bożonarodzeniową. Został nagrany między 9 lipca a 6 sierpnia 1968 roku w Webster Hall, RCA Victor Studio w Nowym Jorku. Na albumie Como towarzyszy Ray Charles Singers oraz orkiestra zaaranżowana i prowadzona przez Nicka Perito. W dwóch piosenkach, „The Little Drummer Boy” i „Have Yourself a Merry Little Christmas”, uczestniczyli również chórzyści z Little Church Around the Corner.

## Lista utworów

### Strona pierwsza
1. „Christmas Eve”
2. „Do You Hear What I Hear?”
3. „Christ Is Born”
4. „The Little Drummer Boy”
5. „There is No Christmas Like a Home Christmas”
6. „O Holy Night”

### Strona druga
1. Carol Medley: „Caroling, Caroling” – „The First Noël” – „Hark! The Herald Angels Sing” – „Silent Night”
2. „Silver Bells”
3. „Toyland”
4. „Have Yourself a Merry Little Christmas”
5. „Ave Maria (Schubert)”